# CR楓魂
『CR楓魂』（しーあーるかえでだましい）は、2014年3月に大都技研から発売されたパチンコ機。導入は3月31日。
大当たり後は盤面右の電チューで出玉を増やすタイプ。公式では「ライトミドルタイプ」に分類され、フルスペックよりは甘めということになっている。一方で爆発力もあり一撃10,000発も可能とされる。
後述の『ステージ』節のモード遷移に見られるように内部的には複雑だが、大当たり後は普通に右打ちしているだけでもよい。

## 本機までの歴史
2009年に発売された5号機のパチスロ『忍魂』は、「アシスト・リプレイ・タイム」 (ART) と、BIG BONUSおよびREGULAR BONUSのボーナスゲームを搭載していた。この特徴は2013年のパチスロ『忍魂弐 ～烈火ノ章～』にも受け継がれていた。この『忍魂』シリーズの特徴のひとつである ART は『忍魂弐 ～烈火ノ章～』に先駆けて2013年1月に発売されたパチンコ『CR忍魂』でも採用された。ただし、このパチンコでいう ART は同じ ART という略号ながら「アディショナル・ラウンド・タイム」の略であり、パチスロのそれとは別物で（パチスロのように明確なゲーム数がないので）一定時間分、電チュー開放により出玉を獲得できる仕様となっていた。
本機はこれら『忍魂』シリーズのヒロイン、楓を主人公に据えたスピンオフ機である。出玉の契機は「激走ノ刻（後述）」を基本としており、これは（先述の）「 ARTを彷彿とさせる」と評されている。もっとも本機は公式では ART 表記は用いられていない(大都技研 2014a)。

## スペック
スペックについて下表にまとめる。
| 項目                 | 払い出しまたは確率 | 備考                                                                               |
| -------------------- | ------------------ | ---------------------------------------------------------------------------------- |
| 賞球                 | 4,7,10,3           | 入賞時の払い出し。4：スタートチャッカー下部、7：電チュー、他：その他入賞口         |
| 捕獲チャレンジ突入率 | 1/79.9             |                                                                                    |
| 捕獲チャレンジ成功率 | 1/2                | 約 1/3.4 ｘ 2回の電チュー開放を両方入賞したとき                                    |
| 大当たり確率         | 1/159.8            | 激走ノ刻                                                                           |
| 確変継続             | 93％継続           | 上記大当たりが6セット当選まで（リミット）                                          |
| 時短                 | 最大39G継続        | 極ノ刻。確変リミットまでの各回の7％か、リミット後の50％で突入。後述の#時短も参照。 |

スペック表内の注
1. ↑  スタートチャッカー自体はスルーチャッカーだが、すぐ下部に入賞口が配置されている(双葉社 2014, pp. 36–37)。
2. ↑  大当たりは賞球7玉が7カウントまでを1ラウンドとして、6ラウンド継続する。6ラウンド1セットで純増約240玉(双葉社 2014, pp. 36–37)。

## ストーリー
江戸時代が終わった後の頃という時代設定である。忍びの里の幻龍衆に所属している、修行を好まないが生まれ付いての才能だけで世渡りをし、町へでかけて遊んでばかりのくノ一 楓に、忍びの里の長、幻龍斎から任務（忍務という）が下される。幻龍斎の兄、黒龍斎より水上レースで「忍びの里を賭けて勝負せよ」という挑戦が来たのでこれに応じるべく出陣せよというものであった。生来の面倒くさがりで、やる気も出ないが、忍務とあらば仕方もない。勝利のためには伝説のオタマン（大型のオタマジャクシの形態をした生物）を捕獲し、それに騎乗してレースに参加するのがよいとのことである。とはいえ、その生物は伝説の名を冠するほどの存在であり、捕獲には優れた五感が必要とのことから、まずはその五感を鍛えるために賢人の里へ修行に向かう。
一人で行くのもなんなので妹分の颯月と忍犬の柴忍も巻き添えに引き連れ、賢人の里へ到着するとそこには「ちょっと天然」入った大賢人の美命を長として、配下に5人のそれぞれ五感を極めた娘たちがいた。賢人たちが修行と捕獲を手伝ってくれるということになり、なんとか伝説のオタマン捕獲に成功する。
そして黒龍斎の配下たちを相手に水上レースがスタートした。コースの先に待ち受けるものは……？

## 登場キャラクター
以下、主人公の所属サイドを「幻龍衆」、楓の補佐をする賢人たちを「賢人の里」、そしてライバルの黒龍斎配下を「黒龍衆」に分類・紹介する。

### 幻龍衆
楓（かえで）（CV.戸松遥）
本機の主役。修行ギライで生得の才能だけで勝負する、赤い頭で全然忍んでない女忍び（くノ一）。頭に装備した大きな簪は武器（形状はレイピアに近い）として使用できる。アツいモードでは金髪に変身する。
面倒くさがり屋のため本当は参加したくないが忍務には逆らえず水上レースへ参加する羽目になる。
幻龍斎（げんりゅうさい）（CV.辻田啓一）
楓のボスで忍びの里の長老。兄・黒龍斎からの忍びの里を賭けた挑戦を受け、楓に水上レースに出場するよう命令する。
颯月（さつき）（CV.赤﨑千夏）
楓の妹分でツインテールの（見た目は）幼女。前作『CR忍魂』の騒動において、敵方のロボットを製造する役目に就いていた Dr.マッドとの関係が示唆されたがすっかり忍びの里に居ついている。
柴忍
忍犬。

### 賢人の里
女ばかりの賢人の里の住人たち。
美命（みこと）（CV.仙台エリ）
下記5賢人の上司。天女風の羽衣をまとっている。会えれば激アツ。
香澄（かすみ）（CV.原島梢）
5賢人の一人で嗅覚担当。いわゆる年増キャラ。香水のビンを持っている。
飯菜（はんな）（CV.小平有希）
5賢人の一人で味覚担当。ショートカットのおてんば娘。手持ちの装備は箸。
手毬（てまり）（CV.藤東知夏）
5賢人の一人で触覚担当。20歳という設定だがどうみても幼女。「割りと個性あるキャラクター」と評される。
瞳未（ひとみ）（CV.米澤円）
5賢人の一人で視覚担当。関西弁。眼帯を装備しているのは片目が見えないという理由ではなく、その力が必要なときは眼帯を外すこともある（開眼、と表現される）。
舞音（まいん）（CV.中司ゆう花）
5賢人の一人で聴覚担当。歌と踊りが得意なバニーガール。

### 黒龍衆
黒龍斎（CV.辻田啓一）
弟の幻龍斎に忍びの里を賭けた水上レースを挑んできた色黒の爺。楓ひとりに対して複数の配下をレースに出場させたりとズルい面を持つとともに、黒龍のような巨大メカまで操る。
カラス（CV.仙台エリ）・バッファロー・レオパルド（CV.辻田啓一）
水上レースのライバルたち。水上バイクでレースに出場する。
黒龍
黒龍斎配下の巨大メカ。名前の通り龍の形状を模している。

### その他
伝説のオタマン
白い巨大なオタマン（オタマンはオタマジャクシのような生命体。伝説ではないオタマンも存在する。）で、わかりやすく「伝説」と書いた鉢巻を着用している。この文字列は状態を示唆するために書き換わることもある。
説子（CV.新井里美）
オタマンの追っかけ。
オターマン
覆面ヒーロー。楓のピンチに現れることがある。

## ステージ

### 通常ステージ
通常時は左打ちで盤面中央にあるスルーチャッカーを通過させることで液晶部が稼動する。スルーチャッカーの下部には入賞口があり、入れば4玉の払い出しが行われる（盤面右のチャッカーも同等の働きをもつが、下部入賞口がない上に警告音がなるので、通常時の右打ちは止めた方が良いとされている）。
5賢人や幻龍斎のステージを、1/79.9で当選する「捕獲チャレンジ」が発動するまで行き来する。中でも幻龍斎ステージだけは特殊で、移行すればその時点で50％の当たりが期待できるという。
「捕獲チャレンジ」は各種の捕獲リーチを経て到達する。美命の大賢人リーチだと激アツ。

#### 捕獲チャレンジ
「捕獲チャレンジ」が発生したら液晶のナビにしたがって右打ちする。盤面右の電チュー入賞の機会が2度あり、両方入賞すると50％の確率で捕獲成功となり、「激走ノ刻 （大当たり。ART ）」に移行する。うち、7％は内部的には時短扱いになる。
「捕獲チャレンジ」に失敗したら通常ステージに戻る。
「激走ノ刻」の当選確率は液晶のオーラの色の変化で示唆され、赤なら70％、緑で40％などとされている。

### 激走ノ刻
本機の目玉となる出玉契機。ART とも表記され、これ以降はステージが移行しようとも、ART が終了し左打ちのナビゲーションがでるまで右打ちしたまま消化すればよい。盤面右にあるスルーチャッカーを玉が通過することで、その下にある電チューが開放し出玉を獲得できる仕組み。
「激走ノ刻」では、楓が伝説のオタマンに乗って水上を疾走する。対戦相手の黒龍衆は水上バイクのようなオーバーテクノロジーな乗り物で楓と競る。レースの順位が液晶の左側に表示され、上位になるほど継続への期待度は高く、「極チャレンジ」のゲージまで到達した際にはそのチャレンジの成否によって「極ノ刻」へ移行する。
レースのリミットは6回当選までで、1セット6ラウンドの純増はおよそ240玉、継続した場合の93％はただの確変で残りの7％が内部的な時短で「極ノ刻」となる。リミット後は50％で通常ステージまたは時短状態に遷移する。
レースから脱落したらファイナルチャンスを経て復帰（内部的に時短）、または通常ステージへ遷移する。この振り分けは50％。
まれに液晶に「忍之一字」の筆文字ロゴが出現し、大量出玉獲得が見込める特殊ステージ「月華ノ刻極」へ移行することもある。
時短についての補足
時短の前提として、まず時短に突入した場合は必ず上述のリミットのリセットを伴う。また、時短における電チュー入賞の当選振り分けは、最大39回継続のうち各回のおよそ70％がハズレとなり、残りは確変に移行する。ハズレの一部で特殊モードへ移行という内部処理になっている。ここで特殊ステージへの移行を伴わないハズレを引き続ければ通常モードへ戻ることになる。

### 極ノ刻
内部的には時短で、突入と同時に上述の「激走ノ刻」のリミットがリセットされる。上記「激走ノ刻」の「極チャレンジ」に成功することで移行する。このステージでは液晶左下から右上にかけて逆Ｌ字に関門とその奥に宝玉が配置され、宝玉の図柄によって関門突破の期待度を示唆する。「先のゲーム展開が見える」という特徴を持つ。
関門突破＝宝玉獲得によって遷移することのある神速RUSHとBIGでは大幅な出玉獲得が期待できる。関門突破の期待度は「楓魂」のロゴが付いた宝玉で70％以上とされる。

### 神速RUSH
「極ノ刻」における関門突破で突入することのある特殊ステージ。パチスロの上乗せ特化ゾーン（プレミアムART）に相当する。楓と伝説のオタマンのタッグで合体技を見せる。技の難易度によって 10刻＝1ラウンド（＝7入賞カウント＝出玉約40玉）換算で、残りゲーム数が上乗せされる。終了後は再び「極ノ刻」へ戻る。
なお、技には以下のようなものがある。
ちょうちんあんこう
伝説のオタマンを本体とし、楓が頭部の突起の形態をとる。
合体
伝説のオタマンに楓が首から下を食べられて頭だけ出した状態でキメポーズ（着ぐるみあるいは捕食状態）。
下克上
伝説のオタマンを楓が背中に乗せて飛行ポーズをとる。
など。

### BIG
「極ノ刻」における関門突破で突入することのある特殊ステージ。16または32ラウンド継続し、獲得出玉はそれぞれ約1000、2000玉となっている。
BIG終了後は再び「極ノ刻」へ戻るが、BIG中極めてまれに発生する「天極（てんごく）」に遭遇すると、復帰後の「極ノ刻」で液晶左下から右上にかけて表示されている宝玉が全てBIGに置き換わる。この場合、70％でBIGが「即連」することになる。

### 月華ノ刻極
「激走ノ刻」から直接移行する特殊ステージ。上述の神速RUSHと同じく楓と伝説のオタマンが技をキメる上乗せ特化ゾーンであるが、上乗せ性能は「ケタ違い」とされる。終了後は再び「激走ノ刻」に戻る。

## 楽曲
楽曲に定評があるとしている大都技研だけに今回もオリジナル楽曲を製作、うちいくつかは歌唱に本機の出演声優を起用している。
また、「激走ノ刻」中のBGMはダイトモ（マイスロの大都技研版）を使用することで、最大で全60曲以上の大都技研製の既存パチスロ／パチンコのBGMと歌から選択することができる。

## 移植状況
2014年4月現在なし。